# Teoria milliana
La teoria milliana, rep aquest nom a causa del fet que J. S. Mill defengué aquesta tesi, (també anomenada 'Boby'-Boby (en anglès 'Fido'-Fido), o de la referència directa) és una teoria monista, en filosofia del llenguatge, sobre el significat dels termes singulars que afirma i defensa que el significat dels noms propis i les descripcions definides és un objecte.

## Problemes

### De la no preservació del valor cognitiu (o problema de Frege)
Aquest problema formulat principalment per G. Frege pressuposa que, si la teoria milliana fos correcta, si en un enunciat substituíssim el seu terme singular per un altre correferencial, el valor cognitiu de l'enunciat no haurà de variar. Però hi ha enunciats, demostra Frege amb els següents exemples, que no compleixen aquest supòsit:
- (a)L'estel del matí és l'estel del matí.
- (b)L'estel del matí és l'estel vespertí.

Sabem que l'estel del matí és el mateix que l'estel vespertí, es tracta de Venus en diferents punts de l'espai depenent el moment del dia. Per un subjecte X com per exemple els Romans que desconeixien aquesta identitat, el valor cognitiu d'(a) és una veritat trivial, que no dona més informació que una identitat. En canvi l'enunciat (b) proporciona una certa informació relativa, en aquest cas, astronòmica ja que per algú que desconeix la identitat dels termes singulars, se li proporciona la informació de que es tracta del mateix Planeta. Per tant, s'observa que el valor cognitiu dels dos enunciats amb termes singulars coreferencials varia d'un enunciat a l'altre, doncs, no es compleix la teoria per aquests exemples que va proposar Frege.

### Dels termes singulars sense referència
Per plantejar el problema es pressuposa que, si la teoria fos correcta, s'esperaria que en un enunciat que conté un terme singular que no refereix, aquest enunciat doncs no hauria de tenir significat. S'observa, però en els següents exemples, que això no succeeix en tots els enunciats:
- El rei de Roma viatja sovint a Espanya.

Veiem i assumim que el terme singular és el rei de Roma que no té referència, ja que no refereix a un objecte en la realitat. Comparem aquest enunciat amb:
- Uijui[c] està preparat per anar a l'escola.

Ni el rei de Roma ni Uijui refereix a cap objecte, per tant, segons la teoria milliana, els enunciats no haurien de tenir significat. S'observa, però, que no passa el mateix amb el primer i el segon exemple. En el primer enunciat hi ha significat o un cert significat que no trobem en el segon exemple. Per tant, la teoria milliana no es compleix en aquest tipus d'exemples que sembla que no refereixen però sí que tindrien significat.

### Dels enunciats existencials negatius
Si la teoria fos correcta, aleshores un enunciat existencial negatiu on el subjecte és un terme singular no pot ser verdader. Però hi ha casos en què sí és verdader:
- L'home del sac no existeix.

És un enunciat existencial negatiu que és cert, ja que l'home del sac no existeix.

### Dels contextos intensionals[d]
Aquest problema pressuposa la definició del principi de substitució que diu que si t i t* són dos termes singulars i 't=t*' és veritat, aleshores si substituim un dels termes per l'altre en un enunciat no ha de variar el valor de veritat. Si la teoria és correcta, aleshores el principi de substitució no pot fallar mai, però s'observa que en alguns enunciats sí que falla:
Suposem el context en que Mary Jane és la xicota de Peter Parker i encara desconeix que Peter Parker és l'Spiderman.
- Mary Jane creu que Spiderman pot anar saltant entre els edificis.
- Mary Jane creu que Peter Parker por anar saltant entre els edificis.

En els enunciats plantejats, sembla que el primer és cert però que el segon és fals, ja que Mary Jane no creu que Peter Parker pugui saltar entre els edificis, ja que desconeix que Spiderman i Peter Parker són el mateix. Per tant, ha fallat el principi de substitució, implicant que la teoria no es compleixi.